# Nicolas Antoine Sanson
Pour les articles homonymes, voir Nicolas Sanson.
Nicolas Antoine Sanson, né le 7 décembre 1756 à Paris, mort le 29 octobre 1824 à Passy-sur-Seine (Seine-et-Marne), est un général français de la Révolution et de l’Empire.

## Biographie

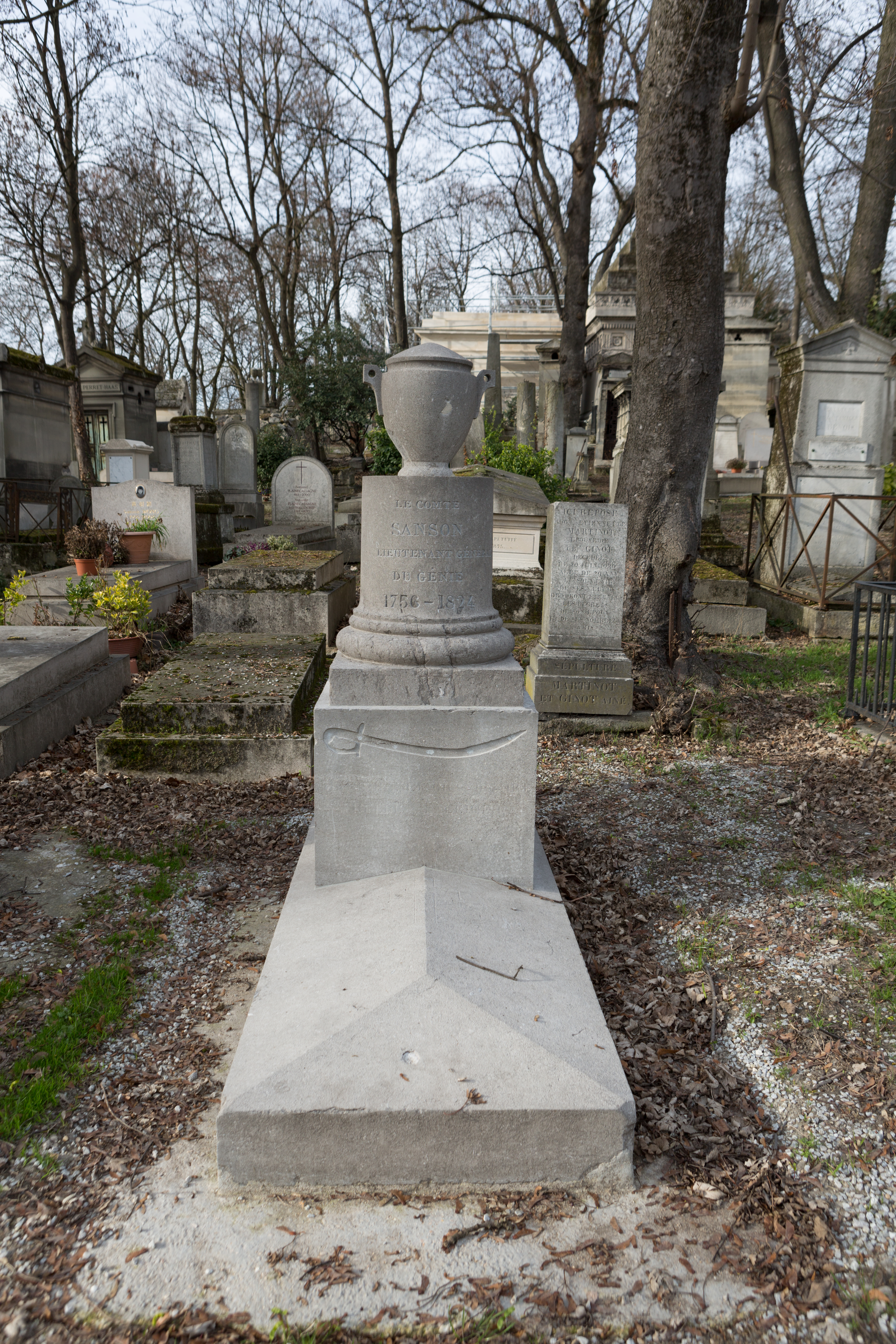
Tombe au cimetière du Père-Lachaise.

Nicolas Antoine Sanson a été professeur de mathématiques, de fortifications, d'architecture et de topographie à l'École royale militaire de Sorèze de 1776 à 1792.
Engagé volontaire le 1er mars 1792 au 1er bataillon de volontaires du Tarn, il sert en cette qualité à l'armée de l'Intérieur sous les ordres du général Labarolière. Il est nommé capitaine provisoire le 8 octobre 1793, et il fait les campagnes de 1793 à l'an III à l'armée des Pyrénées orientales. Il est blessé d'un coup de feu à la cuisse droite le 13 août 1794 à la bataille de Saint-Laurent-de-la-Mouga, et il se signale le 7 septembre suivant à la prise du Fort de Bellegarde. Il est promu chef de bataillon le 26 février 1795, et après la paix des Pyrénées, il est envoyé pour six mois au fort de Bellegarde comme ingénieur en chef. 
En 1796 il est affecté à l'armée d'Italie, et il se trouve à la prise de Pavie, au siège du château de Milan, et à celui de Mantoue. Il est blessé le 5 août 1796 à la Bataille de Castiglione d'un coup de feu dans la poitrine. Il est élevé au grade de chef de brigade du génie le 21 février 1797, et il est envoyé à l'armée du Rhin après le Traité de Campo-Formio le 18 octobre 1797.
En mai 1798 il est appelé pour la Campagne d'Égypte, et il se trouve à la prise de Malte, à celle d'Alexandrie le 2 juillet 1798, aux batailles de Chebreiss le 13 juillet, des Pyramides le 21 juillet, où il se conduit avec sa bravoure habituelle. Il est promu général de brigade le 11 août 1799 et il prend le jour même le commandement du génie de l'armée d'Orient.
De retour en France il est nommé le 3 juin 1802, directeur du Dépôt général de la Guerre, et le 17 mai 1803, il obtient un sabre d'honneur pour les services rendus en Égypte. Il est fait chevalier de la Légion d'honneur le 11 décembre 1803, et commandeur de l'ordre le 14 juin 1804.
Il est employé ensuite à l'état-major de la Grande Armée, comme aide-major général auprès du maréchal Berthier, chargé du service topographique pendant les campagnes d'Allemagne, de Prusse et de Pologne. Il assiste aux batailles d'Ulm en octobre 1805, d'Austerlitz le 2 décembre 1805, d'Iéna le 14 octobre 1806, d'Eylau le 8 février 1807, de Guttstadt en juin 1807, d'Heilsberg le 10 juin 1807, et de Friedland le 14 juin 1807. Il est nommé général de division le 1er février 1807, et il est créé comte de l'Empire le 19 mars 1808.
En 1808 il est envoyé à l'armée de Catalogne, comme commandant en chef du génie, et il dirige avec une grande distinction les travaux du siège de Roses en 1808 et ceux du siège de Gérone en 1809. Le 5 février 1812 il est employé à l'état-major général de la Grande Armée, et il est fait prisonnier pendant la retraite de Russie le 23 octobre 1812.
Rentré en France après la paix, il reste en disponibilité et lors de la première Restauration le roi Louis XVIII le fait chevalier de Saint-Louis le 13 août 1814. Remis en activité au retour de l'Empereur le 20 mars 1815, il est admis à la retraite le 18 octobre suivant.
Il meurt le 29 octobre 1824, à Passy-sur-Seine et est inhumé au cimetière du Père-Lachaise (28e division).

## Hommage, honneurs, mentions...
- Le nom de SANSON est gravé au côté Sud (21e colonne) de l’arc de triomphe de l’Étoile, à Paris.

## Cartographie
- Carte topographique des environs de Versailles dite des Chasses Impériales, levée et dressée de 1764 à 1773 par les ingénieurs géographes des Camps et Armées, commandés par feu M. Berthier, Colonel, leur chef, terminée en 1807 par ordre de Napoléon, Empereur des Français, Roi d'Italie et Protecteur de la Confédération du Rhin, pendant le Ministère de S.A.S.M. le Maréchal Alexandre Berthier, Prince de Neuchâtel, Grand-Veneur, Grand Aigle de la Légion d'Honneur, etc. etc., sous la direction du Général de Division Sanson, Dépôt général de la Guerre, 1807 (voir)
- Carte des routes de poste de la Russie européenne exécutée par ordre de S.E.M. le duc de Feltre ministre de la guerre sous la direction de M. le général comte Sanson, Dépôt général de la Guerre, 1812 (voir)